# Yoshinoya

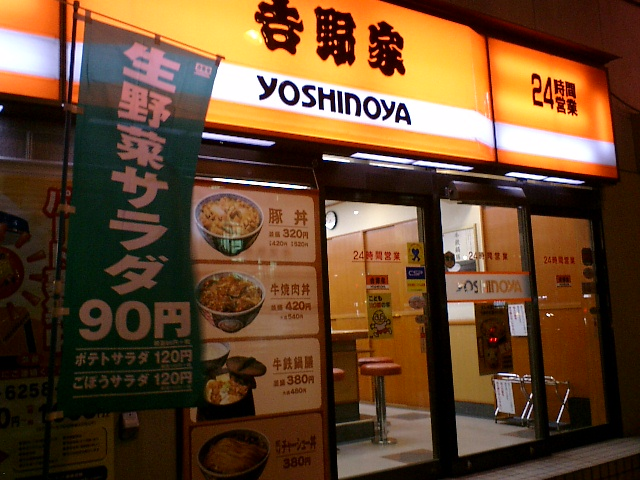
Yoshinoya étterem Oszakában, Nagahoriban

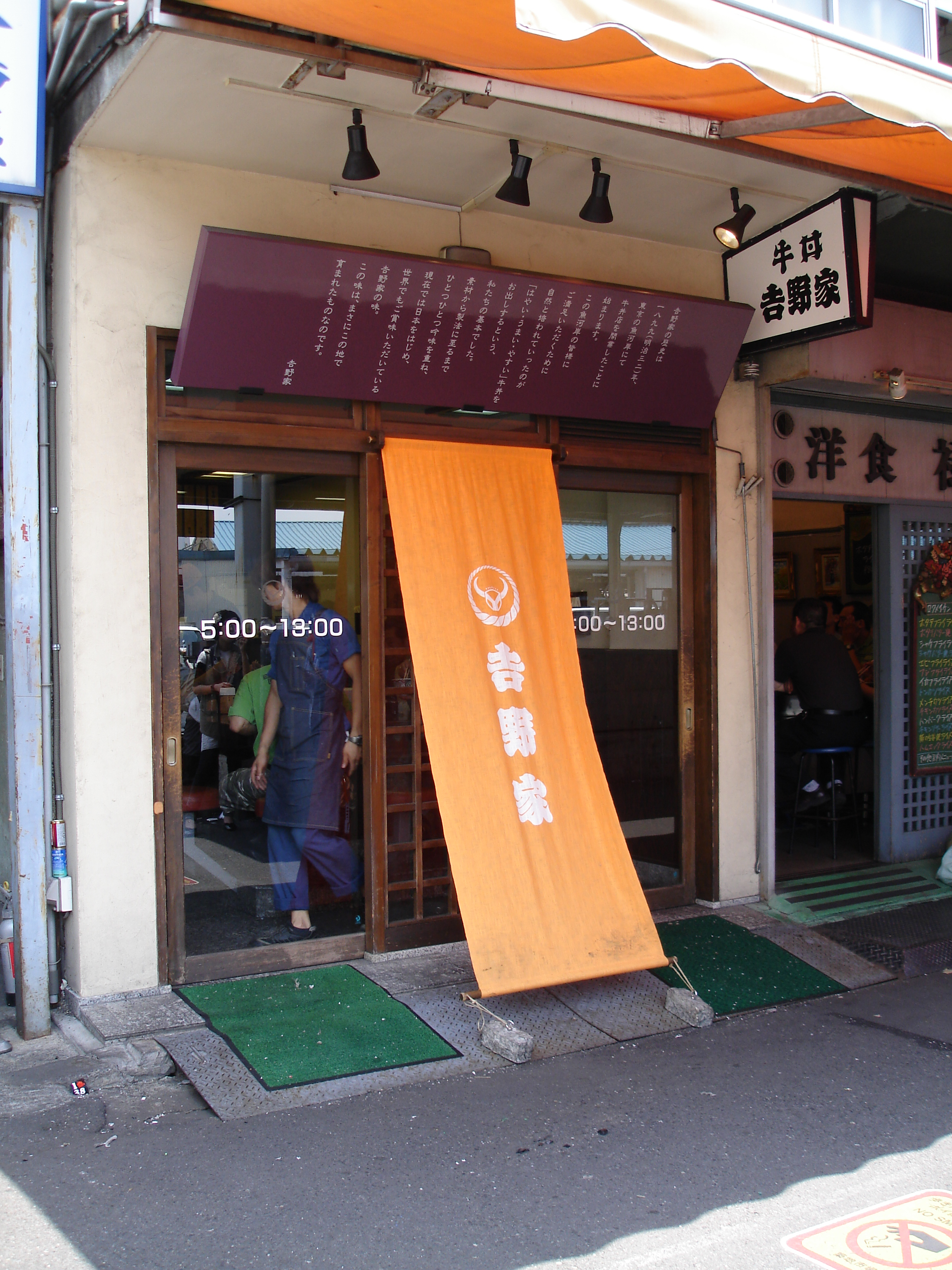
A tokiói Cukidzsi halpiacon lévő Yoshinoya

A Yoshinoya (吉野家; TYO: 9861) a legnagyobb gjúdon étteremlánc és az egyik legnagyobb japán gyorsétterem hálózat. A céget 1899-ben alapították Japánban, a mottója a „ízletes, olcsó és gyors”. Székhelye a Tokió Sindzsuku kerületében, a Da Vinci Sindzsuku épületben (ダヴィンチ新宿ビル; Hepburn: Davinchi Shinjuku Biru) van.

## Történelme
Az első Yoshinoya üzlet 1899-ben nyílt meg Tokióban a Nihonbasi halpiacon. 1923-ban a nagy kantói földrengés elpusztította a piacot, a Yoshinoya a szintén tokiói Cukidzsi halpiacra költözött.
A 2000-es évek elején a Yoshinoya árháborút indított Japánban a többi étteremlánccal, köztük a McDonald’s-zal szemben, azzal, hogy egy normál tálnyi gjúdont 280 jenért kínált.
2001 végén a szigetországbeli kergemarha-kór járvány miatt drasztikusan csökkent a marhatermékek, így a gjúdon iránti kereslet is. 2003 végén a japán kormány felfüggesztette az amerikai szarvasmarha importját a Washington állambeli kergemarha-kór járvány miatt, ezzel elvágva a Yoshinoyát első számú zsíros marhahús beszállítójától, melynek következtében a cégnek több, mint 100 éves működése során először kellett levenni a gjúdont az étlapjáról. A hírek hallatára Japánszerte hosszú sorokban vártak az emberek, hogy egyenek egy tálnyit az ételből, mielőtt az hosszú időkre lekerülne a kínálatból. A Yoshinoya ez után butadont; sertéshúsos tálat kínált a marha helyett. Az étteremlánc amerikai üzleteiben továbbra is az amerikai marhát szolgáltak fel. 2004. december 2-án Japánban felkerült az étlapra a „sertés jakiniku tál” (牛焼肉丼; Hepburn: gyū-yakiniku-don), ami ausztrál marhából, eltérő fűszerekkel és több zöldséggel készül.
2005 decemberében Japán beleegyezett az Amerikai Egyesült Államokkal szembeni marhahús import korlátozásának feloldásáról. Az éttermekben felhívták a vásárlók figyelmét, hogy a marhahúsos tál néhány hónapon belül visszakerül az étlapra. 2006 januárjában az importot ismét megszüntették, mivel az egyik szállítmányban tiltott borjú részeket találtak. 2006 júniusában a japán kormány ismét visszavonta a behozatali tilalmat, a Yoshinoya július 31-én ismét kitűzte a marhahúsos tál felvételéről szóló értesítőket, melyeken ezúttal két hónapot írtak.
2006. szeptember 18-án a Yoshinoya ismét árulni kezdte a marhahúsos tálat egy nap, a „marhahúsos tál újjáéledés fesztivál” (牛丼復活祭; Hepburn: gyūdon fukkatsusai) erejéig. Ez az „újjáéledés” azonban azt jelentette, hogy a októberben és novemberben csak a hónap első öt napján árulták a marhahúsos tálat. 2006. december 1-jétől ismét felvették az ételt a minden napi kínálatra, igaz, hogy csak bizonyos órákban lehetett kapni.

## Nemzetközi terjeszkedés

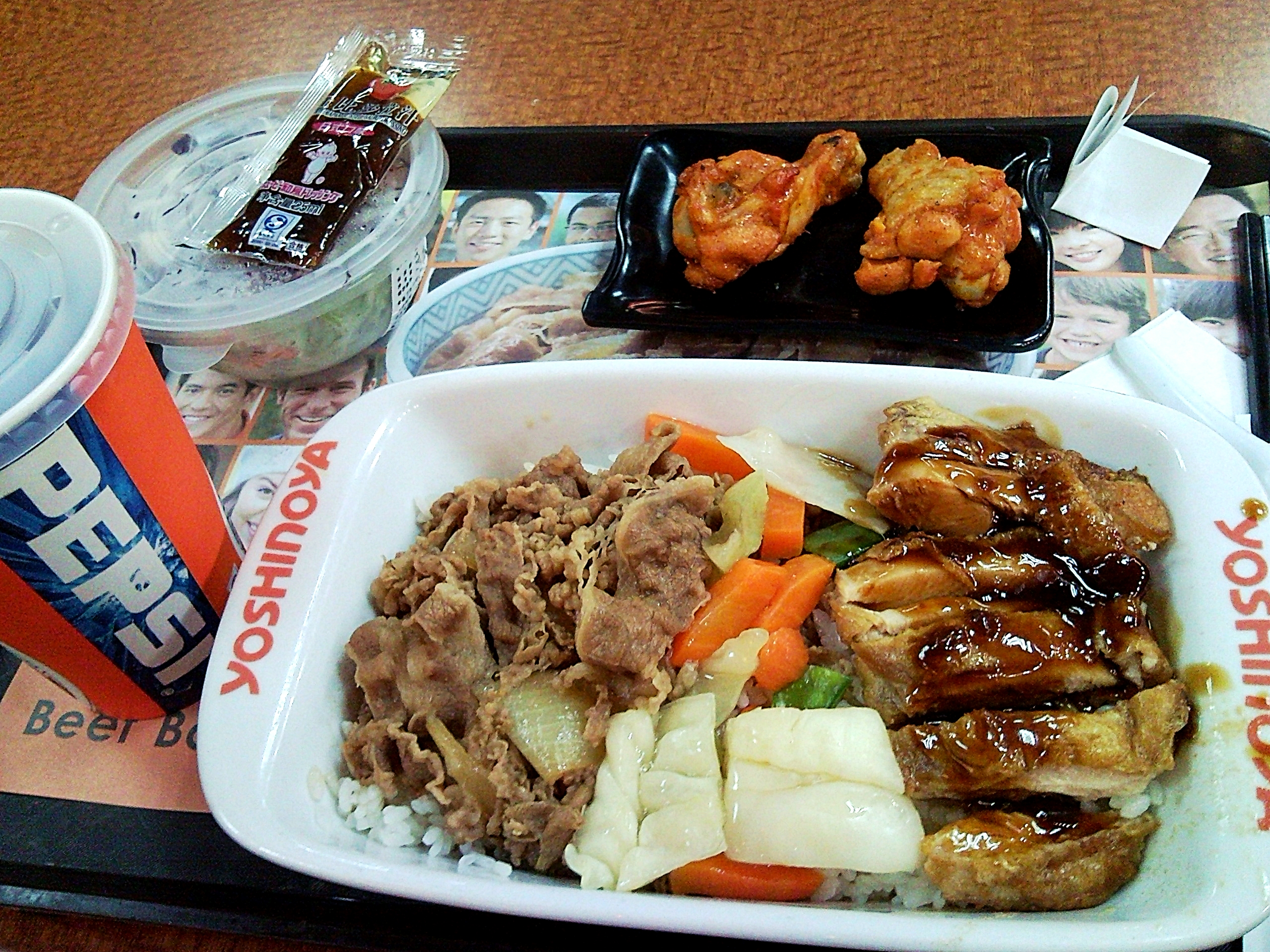
Egy Yoshinoya menü, melyet egy sanghaji üzletben szolgáltak fel

A Yoshinoya éttermei a következő országokban találhatóak meg:
- Japán
- Hongkong
- Kína
- Malajzia (nem szolgálnak fel sertéshúst vallási okok miatt)
- Szingapúr
- Thaiföld
- Tajvan
- Amerikai Egyesült Államok (Arizona, Kalifornia, Las Vegas és New York)
- Fülöp-szigetek
- Indonézia

## Galéria

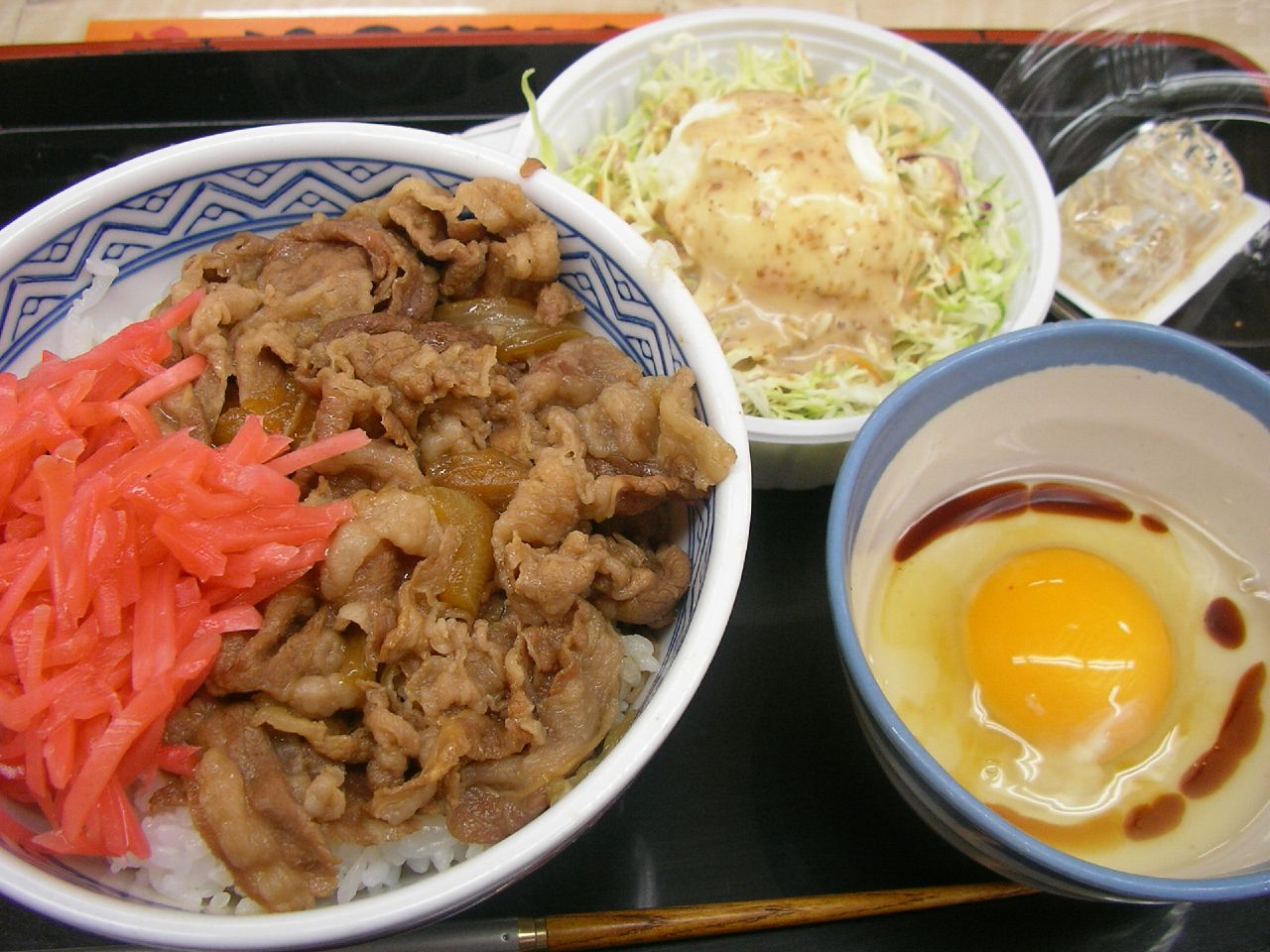
Gjúdon, burgonyasaláta és nyers tojás, melyet egy ocsanomizui üzletben szolgáltak fel
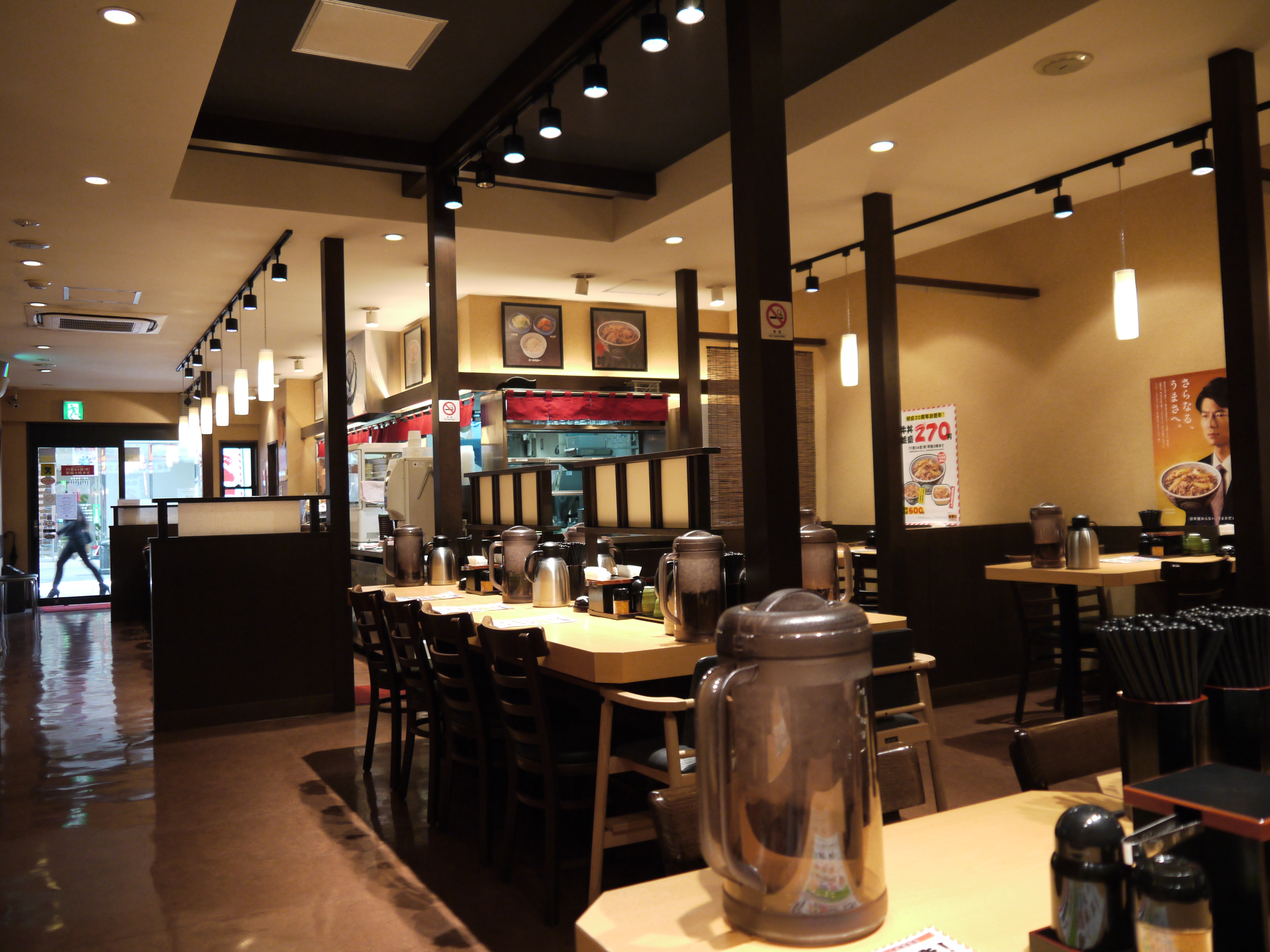
Egy kunamotói Yoshinoya belülről
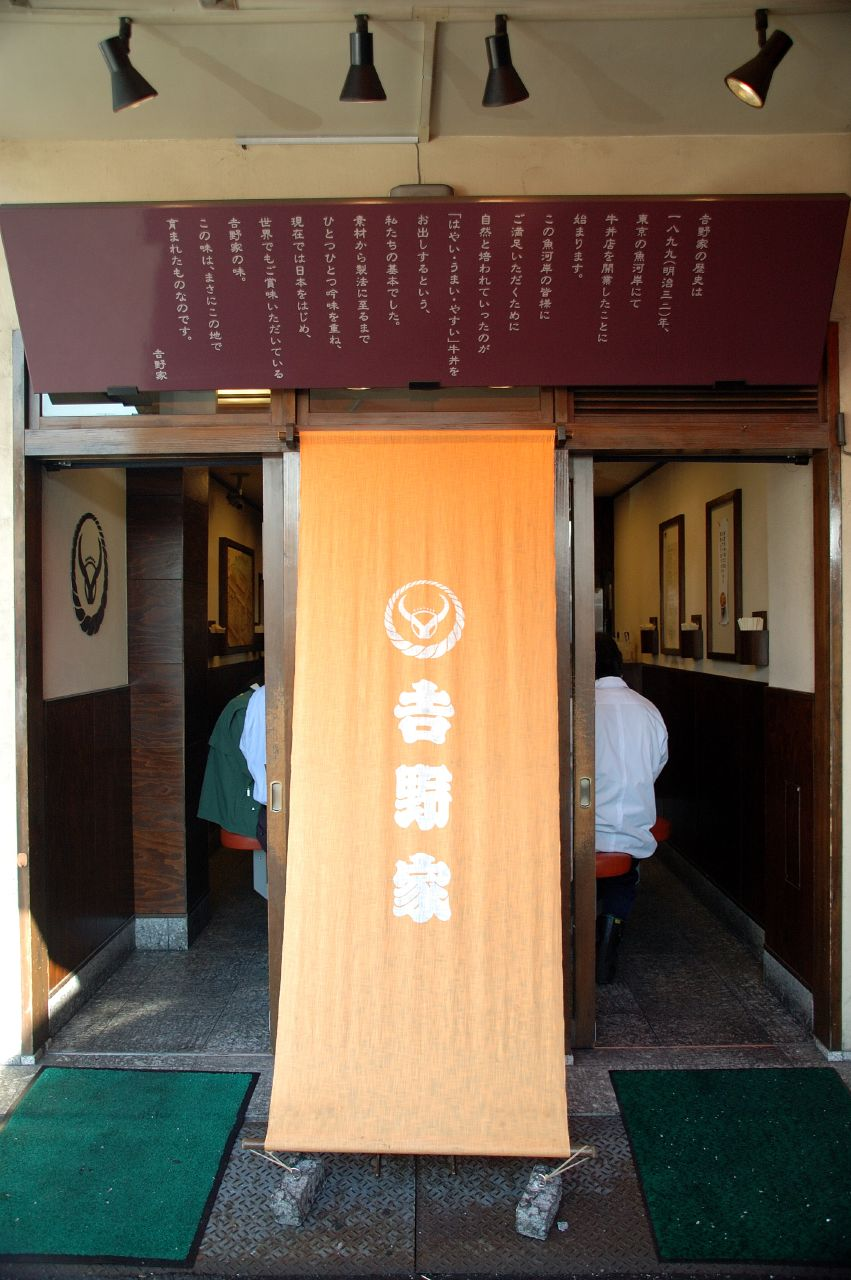
A tokiói Cukidzsi halpiacon lévő Yoshinoya
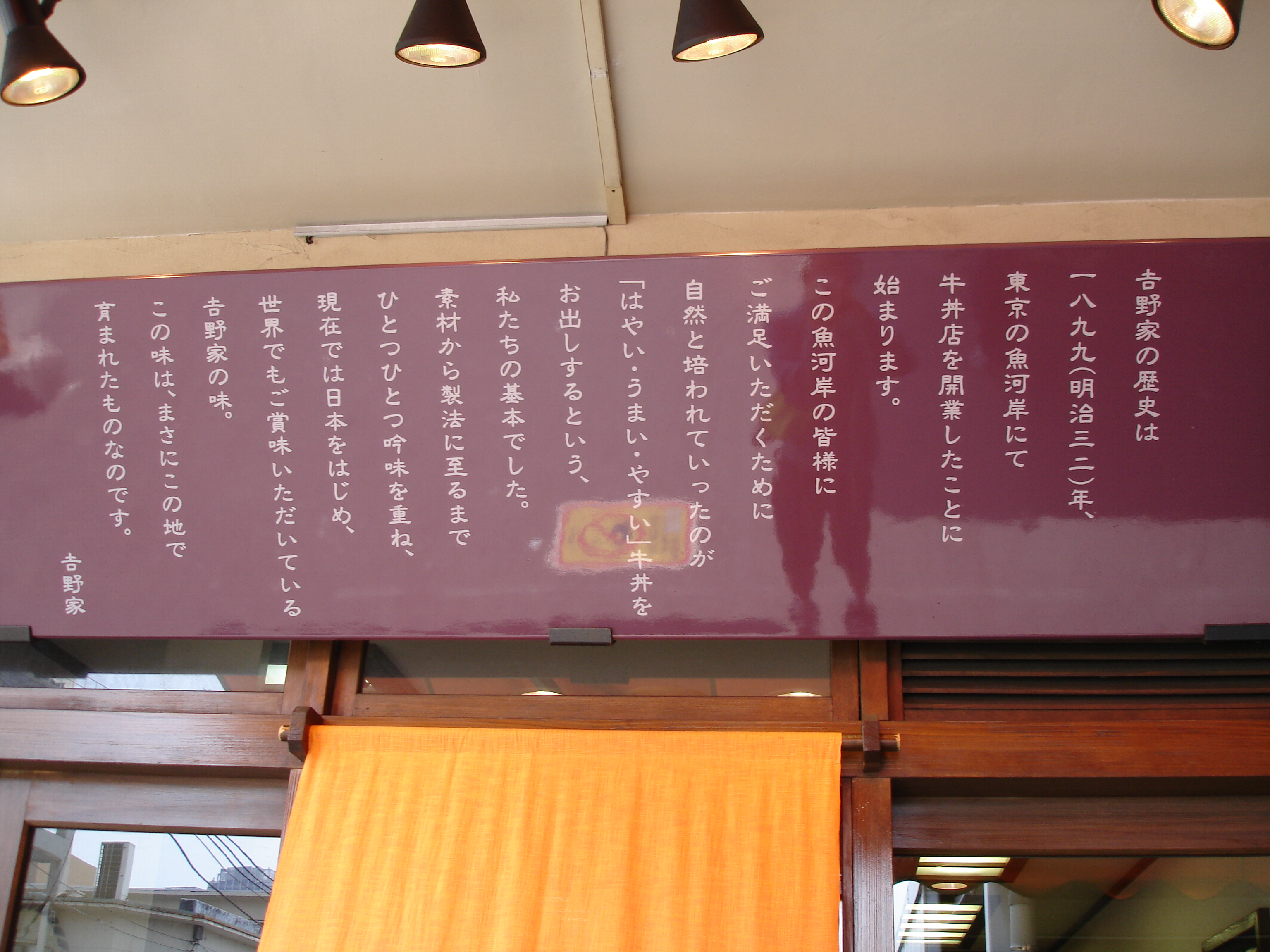
A vásárlókat üdvözlő tábla a Cukidzsi halpiacon lévő Yoshinoya bejáratánál
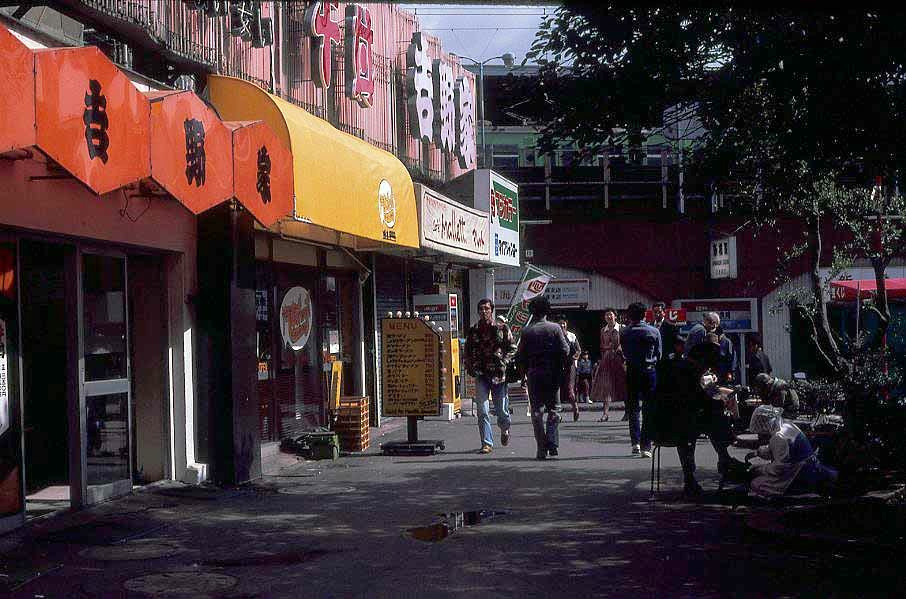
Sóva-kor